# NGC 3953
NGC 3953 ist eine Balken-Spiralgalaxie vom Hubble-Typ SB(r)bc im Sternbild Großer Bär die schätzungsweise 50 Millionen Lichtjahre von der Milchstraße entfernt ist.
Das Objekt wurde am 12. April 1789 von dem Astronomen William Herschel mit einem 18,7 Zoll-Spiegelteleskop entdeckt.

## Supernovae
Zwei Supernovae wurden in NGC 3953 beobachtet;
beide waren Typ Ia: SN 2001dp
und SN 2006bp.

## Umgebung
NGC 3953 ist ein Mitglied der M-109-Gruppe, eine Galaxiengruppe, die ungefähr 50 Galaxien umfasst.